# نورمان لوي
نورمان لوي هو لاعب هوكي الجليد كندي، ولد في 15 أبريل 1928 في وينيبيغ في كندا.

## وصلات خارجية
- نورمان لوي على موقع دوري الهوكي الوطني (الإنجليزية)
- نورمان لوي على موقع قاعة مشاهير الهوكي (لاعب أن.إتش.أل) (الإنجليزية)
- نورمان لوي على موقع EliteProspects.com (الإنجليزية)
- نورمان لوي على موقع HockeyDB.com (الإنجليزية)
- نورمان لوي على موقع Hockey-Reference.com (الإنجليزية)